# Мержановицкая культура
Мержановицкая культура — локальный вариант эпишнуровой культуры на территории Малой Польши.

## Критерий выделения
Названа по эпонимному поселению в Мержановицах близ Опатова в Свентокшиском воеводстве. В ранних публикациях мержановицкий материал именовался «томашовская культура» (по местности Томашов в Малой Польше).
В рамках мержановицкой культуры выделяются локальные группы:
- самборжецкая (названа по местности Самборжец в Свентокшиском воеводстве);
- ивановицкая (местность Ивановице-Влошчанске в Малой Польше);
- плешовская (Краков-Плешув)[1].

Население мержановицкой культуры принадлежало к прикарпатскому кругу эпишнуровых культур.

## Хронология, генезис и исчезновение
Возникла как естественное продолжение протомержановицкой культуры (известной также как культура Хлопице-Веселе). Й. Махник различает две стадии развития мержановицкой культуры: старшая (бронзовый век A1 по наддунайской хронологии) и младшая (конечная стадия, конец бронзы A1 и начало бронзы A2).
Мержановицкую культуру сменяет тшинецкая культура.

## Область распространения и культурный контекст
Население мержановицкой культуры занимало территории, простиравшиеся в долине реки Висла, в основном на левобережье. На востоке простиралась до Сандомирской возвышенности (pl:Wyżyna Sandomierska, самборжецкая группа), а на западе — до Меховской возвышенности (pl:Wyżyna Miechowska). На юге культура охватывала земли вдоль долины Dunajca, достигая Сондецкой котловины (pl:Kotlina Sądecka).
На севере мержановицкая культура соседствовала с ивенской (pl:kultura iwieńska) и гробско-смярдовской (pl:kultura grobsko-śmiardowska) культурами, на востоке со стжижовской, а на западе — с унетицкой.

## Характеристика артефактов
Керамика МК имеет местные разновидности. Наряду с традицией шнуровой керамики заметно влияние наддунайских культур эпохи ранней бронзы. Наиболее распространённые виды керамики из обнаруженных: двуухие амфоры, миски с S-образным профилем, украшенные выпуклостями и полосками, а также яйцеобразная посуда, снабжённая двумя массивными ушками, расположенными у основания выступающей шейки.
Весьма характерными для данной культуры были также обнаруженные в захоронениях ожерелья из фаянсовых, костяных бусин или раковин. Среди металлических изделий особенно характерны медные серьги в виде ивового листа, плоские медные топорики или долота с приподнятыми краями.

## Поселения
Известны главным образом малые поселения и сезонные стоянки. В качестве жилищ использовались также пещеры. Встречались также крупные поселения (например, Ивановице), которые располагались на возвышенностях. В Ивановицах был вырыт ров шириной в несколько метров, однако его назначение остаётся неясным. В поселениях встречаются ямы, иногда расположенные группами, возможно, представляющие собой остатки отдельных хозяйств..

## Погребальный обряд и верования
Некрополи (различного размера) располагались вблизи поселений. Чаще всего составляли от 150 до 300 погребений (трупоположение, в основном плоские). Покойных укладывали в овальные или прямоугольные ямы, или в ящики из деревянных колод, иногда завёрнутых в коврики или оплётку из тонких палочек. Положение тел — как скорченное, так и прямое. В соответствии с более древней традицией шнуровой керамики, умерших мужчин укладывали на правом боку, а женщин — на левом. В немногочисленных случаях в могилах находилось по два тела (двое взрослых, или взрослый и ребёнок).
Среди могильных принадлежностей встречаются фаянсовые ожерелья, каменные и костяные инструменты, или оружие (в основном кремнёвые наконечники стрел), костяные шпильки или немногочисленные металлические предметы, в основном медные украшения.

## Хозяйство
Люди МК занимались главным образом скотоводством, о чём свидетельствует большое количество костей коз, овец и крупного рогатого скота. Некоторую роль играло также земледелие и обработка кремня.